# Großer Preis von Deutschland 1957
Der Große Preis von Deutschland 1957 (offiziell XIX Großer Preis von Deutschland) fand am 4. August auf dem Nürburgring in Nürburg statt und war das sechste Rennen der Automobil-Weltmeisterschaft 1957.

## Bericht

### Hintergrund
Beim Großen Preis von Deutschland 1957 hatte Juan Manuel Fangio die Möglichkeit, seinen Fahrertitel vorzeitig zu verteidigen. Hierfür benötigte er einen Rennsieg, sechs Punkte mehr als Luigi Musso und drei Punkte mehr als Tony Brooks, um zwei Rennen vor Saisonende Weltmeister zu werden.
Fangios Team Maserati fuhr erneut mit vier Wagen, neben Fangio, Jean Behra und Harry Schell wurde ein Maserati von Giorgio Scarlatti pilotiert. Scarlatti kehrte zu Maserati zurück und ersetzte für den Rest der Saison Carlos Menditéguy. Ferrari beendete den Vertrag mit Maurice Trintignant und nahm lediglich mit drei Wagen am Rennen teil; mit Mike Hawthorn, Peter Collins und Musso sollte der erste Saisonsieg erreicht werden. Vanwall behielt seine beim letzten Rennen erfolgreiche Besetzung, bestehend aus Stirling Moss, Brooks und Stuart Lewis-Evans. Nach mehreren Rennen Pause war auch die Scuderia Centro Sud wieder mit zwei Wagen am Start; es fuhren Masten Gregory und Hans Herrmann in privaten Maserati 250F. Ebenfalls auf private Maserati setzten Paco Godia, Bruce Halford und Horace Gould.
Fangio war der einzige ehemalige Sieger des Rennens im Fahrerfeld. Er gewann auf der Nordschleife in den vorherigen beiden Jahren, Ferrari war viermal erfolgreich. Ein nicht zur Weltmeisterschaft gehörendes Rennen eine Woche vor dem Großen Preis von Deutschland 1957, den Großen Preis von Caen in Frankreich, gewann Behra für B.R.M., die an keinen weiteren Formel-1-Rennen 1957 teilnahmen.
Da das Starterfeld mit 15 Wagen den Veranstaltern zu klein war, um den Zuschauern ein spannendes Rennen zu bieten, wurde entschieden, das Formel-2-Rennen der Formel-2-Saison 1957 zusammen mit dem Grand Prix stattfinden zu lassen. Die Formel-2-Fahrer nahmen mithin auch am Großen Preis von Deutschland teil und wurden auch für die Formel-1-Statistik gewertet. Für das Team Porsche traten in einem Porsche 550 RS die Fahrer Umberto Maglioli und Edgar Barth an. Das war das Debüt von Porsche in einem Grand Prix. Cooper entschied sich, ebenfalls im Rahmen der Formel 2 zu starten, neben Stammfahrer Roy Salvadori kam Jack Brabham ins Team zurück. Ein drittes gemeldetes Team, Ridgeway Management, setzte für Tony Marsh und Paul England ebenfalls Cooper-Wagen ein. Außerdem starteten Carel Godin de Beaufort in einem privaten Porsche sowie Brian Naylor und Dick Gibson in privaten Cooper T43.

### Training
Nach dem Sieg beim Großen Preis von Großbritannien 1957 war der Vanwall auf dem Nürburgring nicht siegfähig und fiel bereits im Training wieder ins vordere Mittelfeld zurück. Brooks erreichte Platz fünf, Moss Position sieben und Lewis-Evans ging von Platz neun ins Rennen. Die Pole-Position wurde zwischen den italienischen Top-Teams Ferrari und Maserati entschieden. Fangio erzielte im Maserati die Pole-Position mit fast drei Sekunden Vorsprung vor dem Zweitplatzierten Hawthorn im Ferrari. Auf Position drei setzte sich Behra im zweiten Maserati gegen den viertplatzierten Ferrari-Fahrer Collins durch.
Auf Platz sechs schob sich Schell zwischen die Vanwalls von Brooks und Moss, Musso tat selbiges auf Platz acht, zwischen Moss und Lewis-Evans. Gregory komplettierte die ersten zehn, deren Fahrer alle eine Zeit unter zehn Minuten erreichten. Am gleichen Training nahmen auch die Fahrer der Formel 2 teil, bester Fahrer dieser Wertung war Barth im Porsche auf Platz zwölf der Startaufstellung, Salvadori erreichte im Cooper Platz 14.

### Rennen

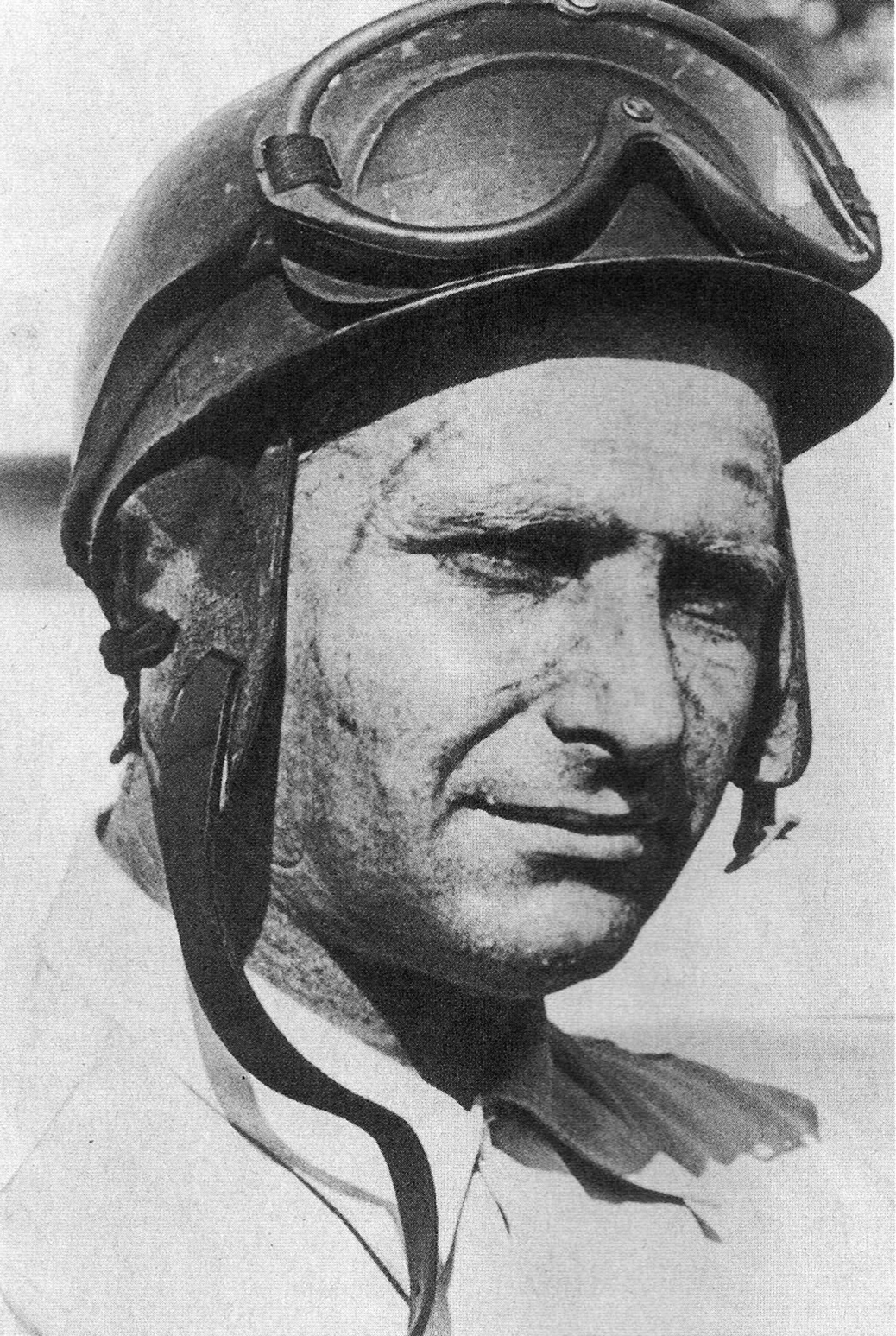
Juan Manuel Fangio sicherte sich auf dem Nürburgring vorzeitig seinen fünften Titel.Aus: Clarin

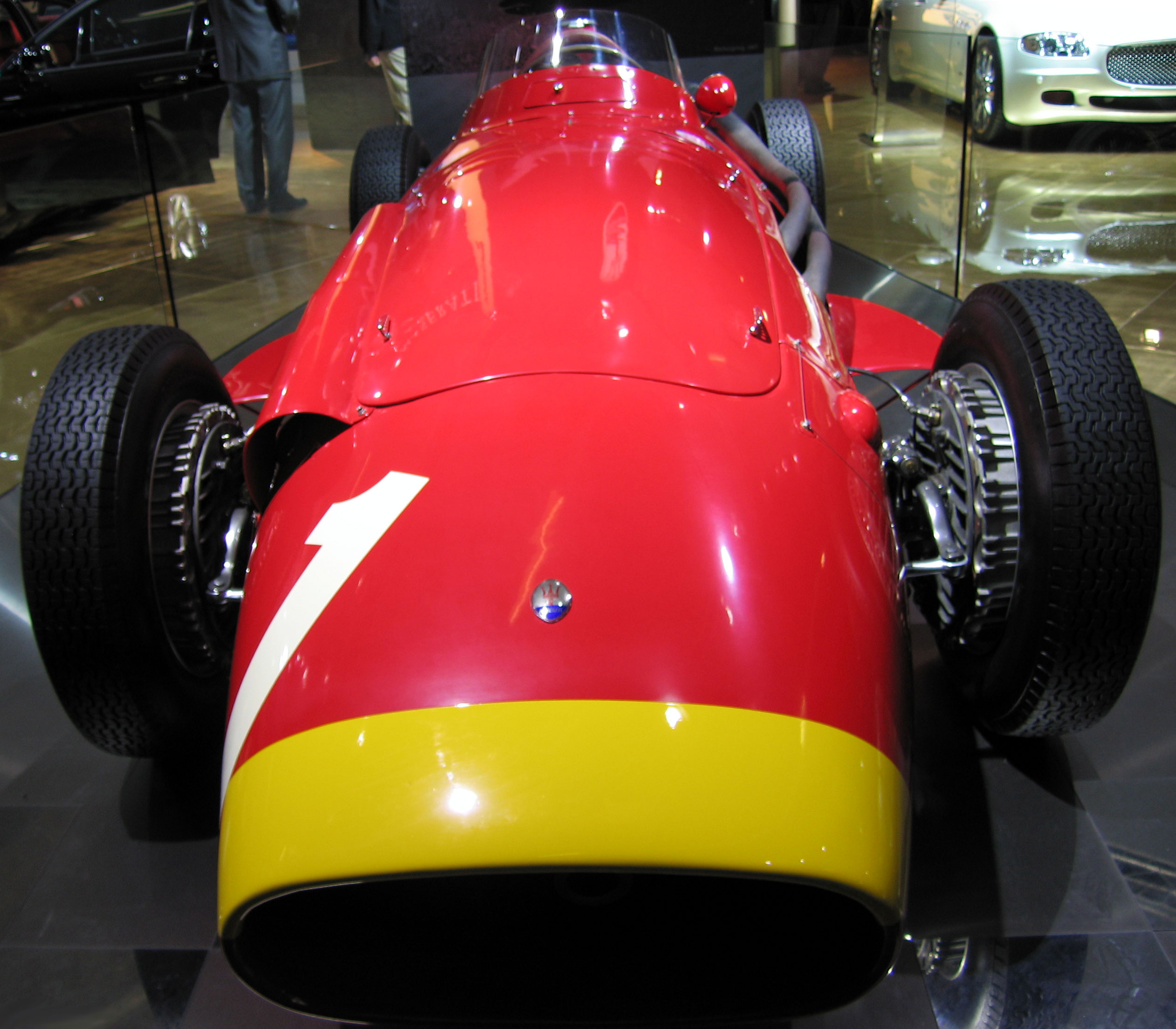
Maserati 250F, Einsatzwagen von Juan Manuel Fangio 1957

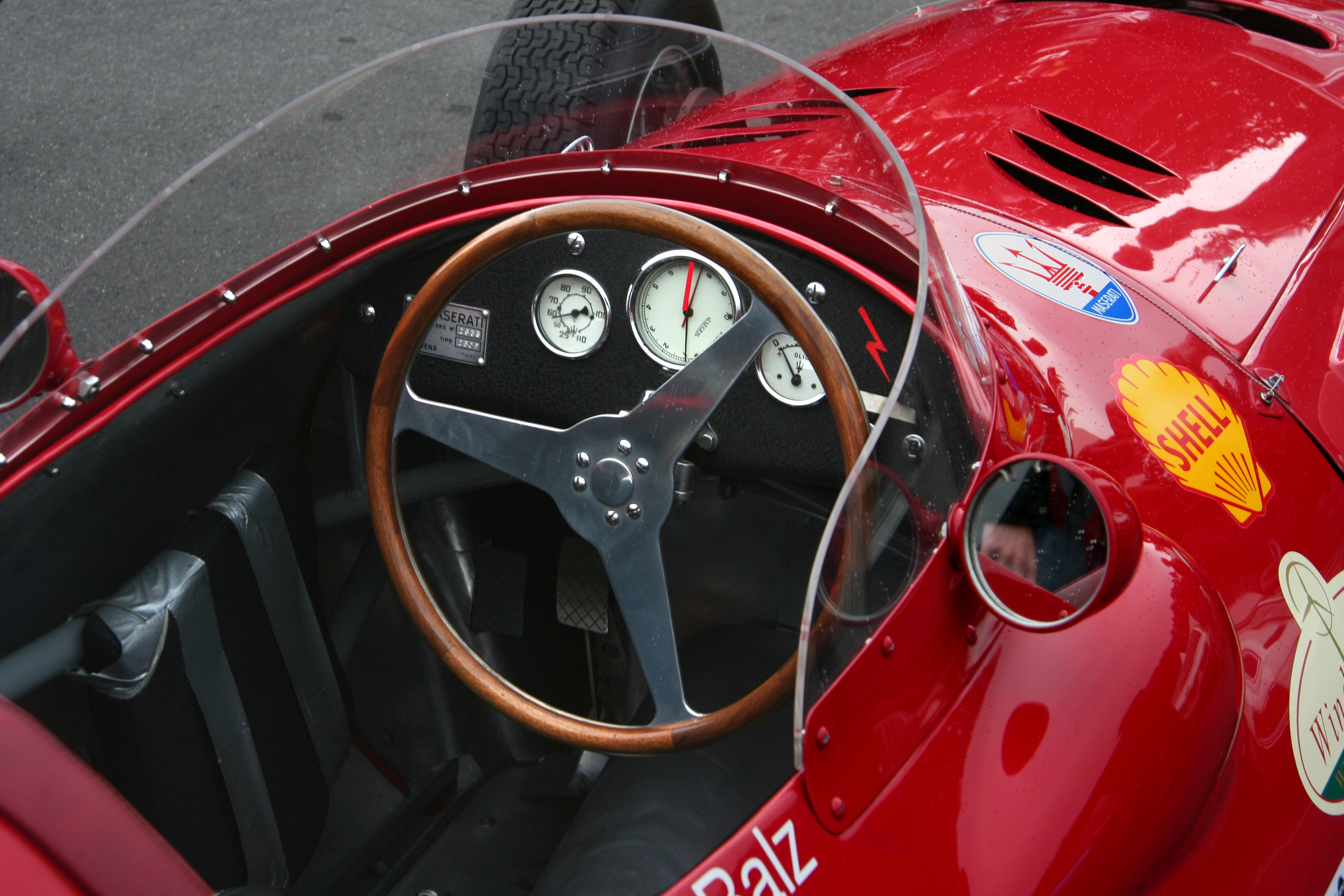
Cockpit eines 250F

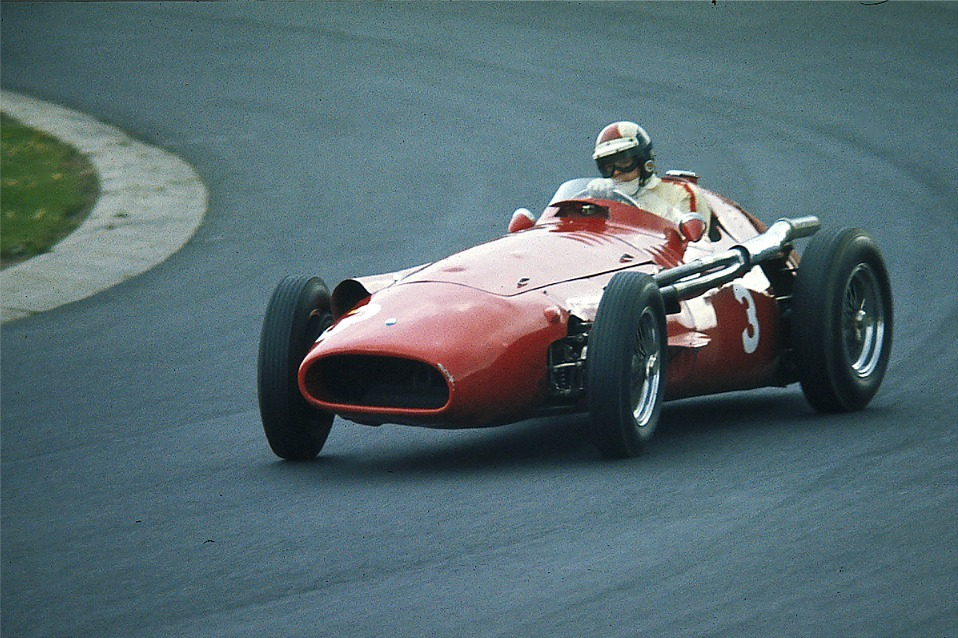
20 Jahre nach Fangios Sieg beim Oldtimer-Grand-Prix 1977

Fangio hatte zusammen mit seinem Team die Rennstrategie bei Ferrari analysiert und die Vermutung aufgestellt, dass Ferrari mit harten Reifen und vollem Tank keinen Boxenstopp für das Rennen benötigen würde. Daraufhin entschied man sich bei Maserati für eine Einstoppstrategie, gab Fangio weichere Reifen und füllte den Tank seines Wagens nur auf die Hälfte.
Fangio setzte am Start, wie bereits in Rouen-les-Essarts und in Monaco, erneut den Vorteil der Pole-Position nicht um und wurde von Hawthorn überholt. Die folgenden zwei Runden behielt Hawthorn die Führung, während Collins und Fangio ihn bedrängten. In Runde drei setzte sich Fangio in diesem Dreikampf durch, überholte zuerst Collins ausgangs Südkehre, Hawthorn im Kurvengeschlängel bei Adenau und führte bis zur Hälfte des Rennens, als er den geplanten Boxenstopp einlegen musste.
Im hinteren Feld kam es zu einigen Ausfällen wegen technischer Defekte und Wagenschäden. Gould schied bereits nach zwei Runden mit einem Achsschaden aus, Formel-2-Fahrer Gibson folgte ihm eine Runde später mit defekter Aufhängung. Diese Schäden waren durch die sehr unebene Fahrbahn und verschiedene größere Hügel zu erklären, die die Wagen stark belasteten. Nach dem Ausfall von Gibsons Cooper schieden in den nächsten Runden zwei weitere Cooper, gefahren von England und Brabham, mit technischen Defekten aus.
Kurz vor Halbzeit des Rennens, in Runde zehn streikte bei Lewis-Evans das Getriebe, während bei Godia die Lenkung der Ausfallgrund war.
Der Boxenstopp von Fangio in Runde elf verlief langsamer als geplant. Bei den Radwechseln rollte die hintere linke Radmutter unbemerkt unter den Wagen und wurde von den Mechanikern erst nach einer halben Minute Suchen wieder hervorgeholt; insgesamt dauerte der Stopp 50 oder gar 56 Sekunden. Als Fangio wieder losfuhr, lagen die Ferraris von Hawthorn und Collins 35 Sekunden vor ihm und kämpften untereinander um Platz eins. Collins behauptete sich gegen seinen Teamkollegen in den Runden zwölf bis 14, Collins führte wieder ab Runde 15.
In der Formel-2-Wertung fand ein Kampf zwischen Barth und Maglioli auf Porsche und den Wagen des Cooper-Werksteams statt. Nachdem jedoch bereits Brabham ausgeschieden war, war in Runde elf auch für seinen Teamkollegen Salvadori das Rennen beendet. Sein Cooper erlitt ebenfalls durch die Unebenheiten der Strecke einen irreparablen Aufhängungsschaden. Nachdem Barths Teamkollege Maglioli in Runde 13 mit einem Motorschaden ausgeschieden war, war der Sieg für Barth in der Formel-2-Wertung ungefährdet und er gewann mit einer Runde Vorsprung auf Naylor im Cooper. Die Podiumsplatzierungen in dieser Wertung komplettierte Beaufort, ebenfalls auf Porsche. In der Gesamtwertung des Großen Preises von Deutschland 1957 hätten diese Fahrer die Positionen zwölf bis 15 belegt, wären sie für den Grand Prix in der Formel-1-Wertung berücksichtigt worden.
Fangio startete in den ersten beiden Runden nach seinem Boxenstopp noch keine Aufholjagd, nahm Tempo raus und fuhr zwei gemäßigte Runden, sodass sich der Abstand zwischen ihm und den Führenden auf 46 Sekunden vergrößerte. Die Konkurrenz deutete diese (wahrscheinliche) Finte als Schwäche des Maseratis, und sowohl Collins als auch Hawthorn verringerten ihre Geschwindigkeit. Daraufhin beendete Fangio sein Täuschungsmanöver und erhöhte in den folgenden neun Runden seine Geschwindigkeit kontinuierlich. Er brach in jeder dieser neun Runden den Rundenrekord der Nordschleife und verbesserte ihn insgesamt um 23 Sekunden. Runde 19 fuhr er in 9:17,4 Minuten (147,3 km/h).
In der vorletzten Rennrunde lag Fangio bereits direkt hinter Collins und überholte ihn ausgangs Südkehre, Collins konterte, doch Sekunden später in der Nordkurve zog Fangio endgültig vorbei. Bei Aremberg überholte Fangio auch Hawthorn. In der letzten Runde griff Hawthorn Fangio an und war in mehreren Kurven nahe daran, ihn zu überholen, Fangio behielt jedoch die Führung und gewann das Rennen, das unter Rennsporthistorikern als eines der besten Rennen aller Zeiten gilt, mit einem Vorsprung von 3,6 Sekunden. Die Taktik Fangios, eine Schwäche vorzutäuschen, um dann mit mehreren schnellen Rennrunden die Konkurrenz zu überraschen, war in der Formel-1-Geschichte einzigartig. Fangio meinte nach dem Rennen, dass er ein solches Risiko nie wieder eingehen würde, dass er noch nie so schnell auf einer Rennstrecke unterwegs gewesen sei und auch nie wieder so schnell sein werde. Diese Aussage bewahrheitete sich, der Große Preis von Deutschland 1957 war Fangios 24. und letzter Sieg seiner Karriere. Dieser Rekord wurde erst von Jim Clark in der Automobil-Weltmeisterschaft 1968 beim Großen Preis von Südafrika 1968 gebrochen. Auch für Maserati war es der letzte Sieg seiner Teamgeschichte, das italienische Top-Team zog sich am Ende der Saison aus finanziellen Gründen aus der Formel 1 zurück.
Hinter Fangio kamen die Ferraris von Hawthorn, Collins und Musso ins Ziel, Moss komplettierte die Punkteränge auf Position fünf. Ferrari präsentierte sich erneut als personell stärkstes Team mit den meisten Fahrern in den Punkten und auf dem Podium, ein Sieg in der Formel-1-Saison 1957 blieb ihnen jedoch verwehrt.
Da Fangio auch für die schnellste Rennrunde einen Punkt erhielt, bekam er neun Punkte für die Fahrerwertung, während Musso auf Platz vier nur drei erhielt. Brooks erreichte Platz neun und blieb in diesem Rennen punktelos, wodurch Fangio in der Fahrerwertung seinen Vorsprung auf den zweitplatzierten Musso auf 18 Punkte ausbaute. Damit wurde Fangio zwei Rennen vor Saisonende vorzeitig Weltmeister und stellte Rekorde auf, die erst Jahrzehnte später gebrochen wurden. Fangio wurde zum fünften und letzten Mal Weltmeister, eine Leistung die nach ihm erst Michael Schumacher in der Formel-1-Weltmeisterschaft 2003 überbot. Eine Saison länger benötigte Schumacher, um auch Fangios Rekordserie von vier Weltmeistertiteln in Folge zu übertreffen.
In der Fahrerwertung stieg Hawthorn auf Position drei auf, Brooks und Hanks verloren jeweils eine Position. Der Kampf um den Vizefahrertitel war noch völlig offen, und mehrere Fahrer hatten die Chance, ihn zu erreichen.

## Meldelisten

### Formel 1
| Team                      | Nr. | Fahrer             | Chassis       | Motor           | Reifen |
| ------------------------- | --- | ------------------ | ------------- | --------------- | ------ |
| Officine Alfieri Maserati | 01  | Juan Manuel Fangio | Maserati 250F | Maserati 2.5 L6 | P      |
| Officine Alfieri Maserati | 02  | Jean Behra         | Maserati 250F | Maserati 2.5 L6 | P      |
| Officine Alfieri Maserati | 03  | Harry Schell       | Maserati 250F | Maserati 2.5 L6 | P      |
| Officine Alfieri Maserati | 04  | Giorgio Scarlatti  | Maserati 250F | Maserati 2.5 L6 | P      |
| Scuderia Ferrari          | 06  | Luigi Musso        | Ferrari 801   | Ferrari 2.5 V8  | E      |
| Scuderia Ferrari          | 07  | Peter Collins      | Ferrari 801   | Ferrari 2.5 V8  | E      |
| Scuderia Ferrari          | 08  | Mike Hawthorn      | Ferrari 801   | Ferrari 2.5 V8  | E      |
| Vandervell Products Ltd   | 10  | Stirling Moss      | Vanwall VW57  | Vanwall 2.5 L4  | P      |
| Vandervell Products Ltd   | 11  | Tony Brooks        | Vanwall VW57  | Vanwall 2.5 L4  | P      |
| Vandervell Products Ltd   | 12  | Stuart Lewis-Evans | Vanwall VW57  | Vanwall 2.5 L4  | P      |
| Bruce Halford             | 15  | Bruce Halford      | Maserati 250F | Maserati 2.5 L6 | D      |
| Scuderia Centro Sud       | 16  | Masten Gregory     | Maserati 250F | Maserati 2.5 L6 | P      |
| Scuderia Centro Sud       | 17  | Hans Herrmann      | Maserati 250F | Maserati 2.5 L6 | P      |
| Franzisko Godia-Sales     | 18  | Paco Godia         | Maserati 250F | Maserati 2.5 L6 | P      |
| HH Gould                  | 19  | Horace Gould       | Maserati 250F | Maserati 2.5 L6 | D      |

### Formel 2
| Team                   | Nr. | Fahrer                  | Chassis       | Motor          | Reifen |
| ---------------------- | --- | ----------------------- | ------------- | -------------- | ------ |
| Dr. Ing. F. Porsche KG | 20  | Umberto Maglioli        | Porsche 550RS | Porsche 1.5 B4 |        |
| Dr. Ing. F. Porsche KG | 21  | Edgar Barth             | Porsche 550RS | Porsche 1.5 B4 |        |
| Cooper Car Co.         | 23  | Roy Salvadori           | Cooper T43    | Climax 1.5 L4  | D      |
| Cooper Car Co.         | 24  | Jack Brabham            | Cooper T43    | Climax 1.5 L4  | D      |
| Ridgeway Management    | 25  | Tony Marsh              | Cooper T43    | Climax 1.5 L4  | D      |
| Ridgeway Management    | 26  | Paul England            | Cooper T41    | Climax 1.5 L4  | D      |
| Ecurie Maarsbergen     | 27  | Carel Godin de Beaufort | Porsche 550RS | Porsche 1.5 B4 | D      |
| JB Naylor              | 28  | Brian Naylor            | Cooper T43    | Climax 1.5 L4  | D      |
| R. Gibson              | 29  | Dick Gibson             | Cooper T43    | Climax 1.5 L4  | D      |

## Klassifikationen

### Qualifying
| Pos. | Fahrer                  | Konstrukteur  | Zeit    | Start |
| ---- | ----------------------- | ------------- | ------- | ----- |
| 01   | Juan Manuel Fangio      | Maserati      | 9:25,6  | 01    |
| 02   | Mike Hawthorn           | Ferrari       | 9:28,4  | 02    |
| 03   | Jean Behra              | Ferrari       | 9:30,5  | 03    |
| 04   | Peter Collins           | Ferrari       | 9:34,7  | 04    |
| 05   | Tony Brooks             | Vanwall       | 9:36,1  | 05    |
| 06   | Harry Schell            | Maserati      | 9:39,2  | 06    |
| 07   | Stirling Moss           | Vanwall       | 9:41,2  | 07    |
| 08   | Luigi Musso             | Ferrari       | 9:43,1  | 08    |
| 09   | Stuart Lewis-Evans      | Vanwall       | 9:45,0  | 09    |
| 10   | Masten Gregory          | Maserati      | 9:51,5  | 10    |
| 11   | Hans Herrmann           | Maserati      | 10:00,0 | 11    |
| 12   | Edgar Barth             | Porsche       | 10:02,2 | 12    |
| 13   | Giorgio Scarlatti       | Maserati      | 10:04,9 | 13    |
| 14   | Roy Salvadori           | Cooper-Climax | 10:06,0 | 14    |
| 15   | Umberto Maglioli        | Porsche       | 10:08,9 | 15    |
| 16   | Bruce Halford           | Maserati      | 10:14,5 | 16    |
| 17   | Brian Naylor            | Cooper-Climax | 10:15,0 | 17    |
| 18   | Jack Brabham            | Cooper-Climax | 10:18,8 | 18    |
| 19   | Horace Gould            | Maserati      | 10:20,8 | 19    |
| 20   | Carel Godin de Beaufort | Porsche       | 10:25,9 | 20    |
| 21   | Paco Godia              | Maserati      | 10:32,3 | 21    |
| 22   | Tony Marsh              | Cooper-Climax | 10:48,2 | 22    |
| 23   | Paul England            | Cooper-Climax | 10:52,9 | 23    |
| 24   | Dick Gibson             | Cooper-Climax | 11:46,4 | 24    |

### Rennen
| Pos. | Kat. | Fahrer                  | Konstrukteur  | Runden | Stopps | Zeit       | Start | Schnellste Runde |
| ---- | ---- | ----------------------- | ------------- | ------ | ------ | ---------- | ----- | ---------------- |
| 01   | F1   | Juan Manuel Fangio      | Maserati      | 22     |        | 3:30:38,3  | 01    | 9:17,4           |
| 02   | F1   | Mike Hawthorn           | Ferrari       | 22     |        | + 3,6      | 02    |                  |
| 03   | F1   | Peter Collins           | Ferrari       | 22     |        | + 35,6     | 04    |                  |
| 04   | F1   | Luigi Musso             | Ferrari       | 22     |        | + 3:37,6   | 08    |                  |
| 05   | F1   | Stirling Moss           | Vanwall       | 22     |        | + 4:37,5   | 07    |                  |
| 06   | F1   | Jean Behra              | Maserati      | 22     |        | + 4;38,5   | 03    |                  |
| 07   | F1   | Harry Schell            | Maserati      | 22     |        | + 6:47,5   | 06    |                  |
| 08   | F1   | Masten Gregory          | Maserati      | 21     |        | + 1 Runde  | 10    |                  |
| 09   | F1   | Tony Brooks             | Vanwall       | 21     |        | + 1 Runde  | 05    |                  |
| 10   | F1   | Giorgio Scarlatti       | Maserati      | 21     |        | + 1 Runde  | 13    |                  |
| 11   | F1   | Bruce Halford           | Maserati      | 21     |        | + 1 Runde  | 16    |                  |
| 12   | F2   | Edgar Barth             | Porsche       | 21     |        | + 1 Runde  | 12    |                  |
| 13   | F2   | Brian Naylor            | Cooper-Climax | 20     |        | + 2 Runden | 17    |                  |
| 14   | F2   | Carel Godin de Beaufort | Porsche       | 20     |        | + 2 Runden | 20    |                  |
| 15   | F2   | Tony Marsh              | Cooper-Climax | 17     |        | + 5 Runden | 22    |                  |
| –    | F1   | Hans Herrmann           | Maserati      | 14     |        | DNF        | 11    |                  |
| –    | F2   | Umberto Maglioli        | Porsche       | 13     |        | DNF        | 15    |                  |
| –    | F2   | Roy Salvadori           | Cooper-Climax | 11     |        | DNF        | 14    |                  |
| –    | F1   | Paco Godia              | Maserati      | 11     |        | DNF        | 21    |                  |
| –    | F1   | Stuart Lewis-Evans      | Vanwall       | 10     |        | DNF        | 09    |                  |
| –    | F2   | Jack Brabham            | Cooper-Climax | 6      |        | DNF        | 18    |                  |
| –    | F2   | Paul England            | Cooper-Climax | 4      |        | DNF        | 23    |                  |
| –    | F2   | Dick Gibson             | Cooper-Climax | 3      |        | DNF        | 24    |                  |
| –    | F1   | Horace Gould            | Maserati      | 1      |        | DNF        | 19    |                  |

## WM-Stand nach dem Rennen
Die ersten fünf des Rennens bekamen 8, 6, 4, 3, 2 Punkte. Der Fahrer mit der schnellsten Rennrunde erhielt zusätzlich 1 Punkt. Es zählten nur die fünf besten Ergebnisse aus acht Rennen.

### Fahrerwertung
| Pos. | Fahrer                | Konstrukteur        | Punkte |
| ---- | --------------------- | ------------------- | ------ |
| 01   | Juan Manuel Fangio    | Maserati            | 34     |
| 02   | Luigi Musso           | Ferrari             | 16     |
| 03   | Mike Hawthorn         | Ferrari             | 13     |
| 04   | Tony Brooks           | Vanwall             | 10     |
| 05   | Sam Hanks             | Epperly-Offenhauser | 8      |
| 06   | Peter Collins         | Ferrari             | 8      |
| 07   | Stirling Moss         | Maserati / Vanwall  | 8      |
| 08   | Jim Rathmann          | Epperly-Offenhauser | 7      |
| 09   | Jean Behra            | Maserati            | 6      |
| 10   | Harry Schell          | Maserati            | 5      |
| 11   | Maurice Trintignant   | Ferrari             | 5      |
| 12   | Carlos Menditéguy     | Maserati            | 4      |
| 13   | Masten Gregory        | Maserati            | 4      |
| 14   | Jimmy Bryan           | Kuzma-Offenhauser   | 3      |
| 15   | Stuart Lewis-Evans    | Connaught / Vanwall | 3      |
| 16   | Paul Russo            | Kurtis Kraft        | 3      |
| 17   | Roy Salvadori         | Vanwall / Cooper    | 2      |
| 18   | Andy Linden           | Kurtis Kraft        | 2      |
| 19   | Alfonso de Portago    | Ferrari             | 1      |
| 20   | José Froilán González | Ferrari             | 1      |

| Pos. | Fahrer                         | Konstrukteur         | Punkte |
| ---- | ------------------------------ | -------------------- | ------ |
| 21   | Jack Brabham                   | Cooper               | 0      |
| 22   | Mike MacDowel                  | Cooper               | 0      |
| 23   | Bob Gerard                     | Cooper               | 0      |
| 24   | Cesare Perdisa                 | Ferrari              | 0      |
| 25   | Ivor Bueb                      | Connaught / Maserati | 0      |
| 26   | Giorgio Scarlatti              | Maserati             | 0      |
| 27   | Wolfgang Graf Berghe von Trips | Ferrari              | 0      |
| 28   | Joakim Bonnier                 | Maserati             | 0      |
| 28   | Bruce Halford                  | Maserati             | 0      |
| 29   | Alejandro de Tomaso            | Ferrari              | 0      |
| 30   | Luigi Piotti                   | Maserati             | 0      |
| –    | Eugenio Castellotti            | Ferrari              | 0      |
| –    | Ron Flockhart                  | B.R.M.               | 0      |
| –    | Horace Gould                   | Maserati             | 0      |
| –    | Herbert MacKay-Fraser          | B.R.M.               | 0      |
| –    | Jack Fairman                   | B.R.M.               | 0      |
| –    | Les Leston                     | B.R.M.               | 0      |
| –    | Hans Herrmann                  | Maserati             | 0      |
| –    | Paco Godia                     | Maserati             | 0      |